# Lamidi Adeyemi III
Lamidi Olayiwola Atanda Adeyemi  llamado después Lamidi Adeyemi III (Oyo, Colonia y Protectorado de Nigeria, 15 de octubre de 1938 - Ado Ekiti, Nigeria, 22 de abril de 2022) fue un gobernante nigeriano que fue el Alaafin, o tradicional líder del Estado Yoruba de Oyo, en la actual Nigeria. En el lenguaje yoruba, la palabra "Oba" significa "Rey". En Oyo, el Oba es llamado de "Alaafin". 

## Biografía y ancestros
Nació como Lamidi Olayiwola Atanda Adeyemi el 15 de octubre de 1938 en la Casa Real de Alowolodu, y como miembro de la Casa de Oranmiyan de Raji Adeniran Adeyemi (nacido entre 1871 y 1960), quien luego se convirtió en Alaafin en 1945, y Ibironke de Epo-Gingin, que murió cuando era joven. Se dice que su padre tuvo más de 200 esposas. Su abuelo paterno fue Alaafin Adeyemi I Alowolodu, quien gobernó durante la Guerra de Kiriji y fue el último gobernante independiente del Imperio Oyo antes del colonialismo británico. El padre de Alaafin Adeyemi I y bisabuelo de Adeyemi III fue Oba Atiba Atobatele, quien fundó New Oyo.[ El padre de Atiba, su tatarabuelo, era Alaafin Abiodun, y es descendiente directo de Oranmiyan, el fundador del Imperio Oyo.
Su padre, el Alaafin de Oyo Oba Adeyemi II Adeniran, fue depuesto y exiliado en 1954 por simpatizar con el Consejo Nacional de Ciudadanos Nigerianos (NCNC). Había entrado en conflicto con Bode Thomas, líder adjunto del Grupo de Acción.
Según los rumores, Bode Thomas le gritó por no ponerse de pie para saludarlo como presidente de NCNC durante una reunión política en una fiesta. Oba Adeyemi II Adeniran, insultado, se puso de pie y luego le dijo a Bode Thomas que se fuera a casa y ladrara como un perro. Más tarde, comenzó a toser sangre y murió mientras caminaba de regreso a casa dejando a su séquito. Al poco tiempo, Herbert Macaulay se enteró de la catástrofe y, junto con Obafemi Awolowo, acusó a Oba Adeyemi II de envenenar a Thomas y luego lo exilió de su reino. Vivió el resto de sus días en Lagos, donde sus súbditos aún lo visitaban hasta su muerte en 1960.

## Coronación
Sucedió a Alaafin Gbadegesin Ladigbolu II en 1970, durante el gobierno del coronel Robert Adeyinka Adebayo, después del final de la guerra civil de Nigeria. En 1975, el jefe de Estado, el general Murtala Ramat Muhammed, incluyó a Oba Adeyemi en su séquito para el hajj. Fue rector de la Universidad Uthman dan Fodiyo en Sokoto de 1980 a 1992. En 1990, el presidente Ibrahim Babangida lo nombró Amir-ul-Hajj en reconocimiento a su compromiso en la consolidación del Islam en la tierra yoruba.

## Posición política
El 3 de mayo de 2011, el gobernador saliente del estado de Oyo, Adebayo Alao-Akala, anunció que el Alaafin de Oyo, Oba Lamidi Adeyemi III, ya no era el presidente permanente del Consejo de Obas y Jefes del estado de Oyo. El gobierno estatal acababa de aprobar una ley que introdujo la rotación del cargo de presidente entre el Alaafin y sus dos rivales, el Olubadan de Ibadanland y el Soun de Ogbomoso. Se dijo que la medida, presentada por la asamblea estatal con mayoría del Partido Democrático Popular (PDP), fue en respuesta al apoyo de la Oba al Congreso de Acción de Nigeria (ACN) durante las elecciones de abril de 2011. La ACN venció decisivamente al PDP en esa elección.
Hablando en septiembre de 1984, dijo: "Los gobernantes tradicionales deben ser vistos como la encarnación perfecta de la cultura del lugar, así como la síntesis de las aspiraciones y metas de la nación. Esto no es solo en valores sociales de veracidad, igualitarismo, justicia y democracia; sino en la vestimenta, las expresiones y el comportamiento; incluso las meras trivialidades necesarias que marcan a Nigeria y la localidad como una entidad distintiva".

## Vida personal
Estuvo casado con Ayaba Abibat Adeyemi, su esposa mayor. Asistió a la mayoría de los eventos con ella o con una de las doce esposas jóvenes con las que también está casado.
Sus otras esposas fueron Ayaba Rahmat Adedayo Adeyemi, Ayaba Mujidat Adeyemi, Ayaba Rukayat Adeyemi, Ayaba Folashade Adeyemi, Ayaba Badirat Ajoke Adeyemi, Ayaba Memunat Omowunmi Adeyemi, Ayaba Omobolanle Adeyemi, Ayaba Moji Adeyemi, Ayaba Anuoluwapo Adeyemi y Ayaba Damilola Adeyemi.
Fue practicante del boxeo, como lo fue antes de ascender al trono.

## Fallecimiento
Murió el 22 de abril de 2022 en el Hospital Universitario Afe Babalola en el estado de Ekiti a la edad de 83 años, luego de informes de una breve enfermedad. Su reinado de 51 años es el reinado más largo de cualquier Alaafin de Oyo en la historia. Su muerte fue anunciada en varios de los principales canales de noticias de Nigeria en la mañana del día siguiente, donde sus restos ya habían sido devueltos a Oyo. Su muerte fue la tercera de un monarca de alto rango en el estado de Oyo en 5 meses.